# Doi Luang (huyện)
Doi Luang (tiếng Thái: ดอยหลวง) là một huyện (‘‘amphoe’’) ở phía bắc của tỉnh Chiang Rai, phía bắc Thái Lan.

## Lịch sử
Khu vực Doi Luang đã được tách ra từ Mae Chan và lập tiểu huyện (King Amphoe) ngày 15 tháng 7 năm 1996.
Theo quyết định của chính phủ Thái Lan ngày 15 tháng 5 năm 2007, tất cả 81 tiểu huyện đều được nâng thành huyện. Với việc đăng Công báo hoàng gia ngày 24 tháng 8, quyết định nâng cấp này thành chính thức.

## Địa lý
Các huyện giáp ranh (từ phía bắc theo chiều kim đồng hồ) là Chiang Saen, Chiang Khong, Wiang Chiang Rung và Mae Chan.

## Hành chính
Huyện này được chia thành 3 phó huyện (tambon), các đơn vị này lại được chia thành 31 làng (muban). Không có khu vực đô thị (thesaban, có 3 tổ chức hành chính tambon (TAO).
| Số TT | Tên        | Tên tiếng Thái | Số làng | Dân số |  |
| ----- | ---------- | -------------- | ------- | ------ |  |
| 1.    | Pong Noi   | ปงน้อย          | 10      | 5.928  |  |
| 2.    | Chok Chai  | โชคชัย          | 11      | 8.793  |  |
| 3.    | Nong Pa Ko | หนองป่าก่อ       | 10      | 4.635  |  |